# Regne de Múrcia
|  | Per a altres significats, vegeu «Regne de Múrcia (Corona de Castella)». |

L'Emirat de Múrsiya o Regne de Múrcia va ser una entitat política i territorial formada arran de la cora de Todmir, en el territori sud-est de la històrica província romana de la Cartaginense. Amb la dominació musulmana, va ser una de les taifes d'Al-Àndalus. Posteriorment passaria a ser un dels regnes integrants de la Corona de Castella. L'any 1305 i mitjançant la Sentència de Torrellas, va ser repartit entre la Corona de Castella i la Corona d'Aragó, de forma que l'actual Regió de Múrcia i el sud de l'actual Província d'Albacete van romandre en la corona castellana, mentre que el Baix Segura, les terres del Vinalopó i l'Alacantí van passar a prendre part del Regne de València i, en conseqüència, de la Corona d'Aragó. Algunes comarques actualment a la Comunitat Murciana també van romandre un temps com a catalanoaragoneses. La capital era Madina Mursiyya després de la seva fundació el 825, desplaçant Oriola, capital tradicional del territori.
La composició ètnica del regne de Múrcia durant aquest període va ser variada: d'una banda hi havia la població nativa del regne (mudèjars, mossàrabs i jueus) i d'altra banda gents foranes (inicialment catalans i aragonesos, cridats per Jaume I, i més tard, castellans) que van anar arribant progressivament. No hi ha dades per conèixer quin d'aquests grups era el més nombrós, no obstant això es pressuposa que eren els mudèjars (que al principi van ser majoria absoluta però van anar minvant progressivament), seguits pels mossàrabs i després d'aquests els catalans. A mitjan segle xv, les successives repoblacions fetes amb castellans van esborrar el català de la zona i van donar pas al dialecte murcià, la llengua tradicional de la Regió de Múrcia, on darrerament està en forta regressió a causa de la gran penetració del castellà estàndard.

## Dominació musulmana

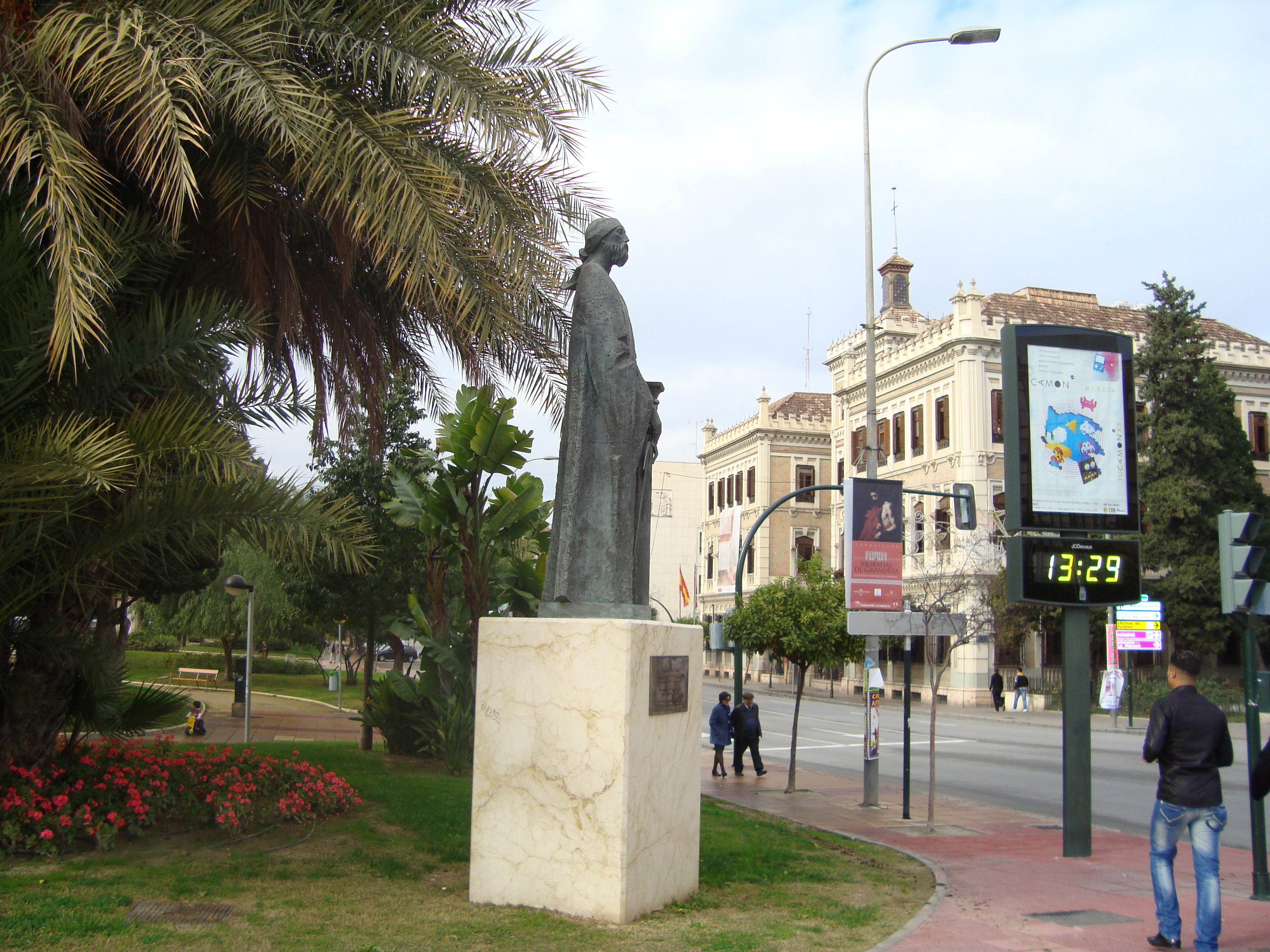
Estàtua a Múrcia de Abd-ar-Rahman II fundador de la ciutat al 825.

### La cora de Tudmir
L'any 713, només dos anys després de la invasió àrab a la península Ibèrica, Abd-al-Aziz ibn Mussa ibn Nussayr va ocupar la província romana Cartaginense. El comte Teodomir, governador de la província, va pactar una capitulació favorable. S'obtenia una certa autonomia a canvi del pagament d'un tribut per part dels habitants de la zona. El Tractat d'Oriola incloïa 7 ciutats: Oriola, Alacant, Begastri (Cehegín), Mula, Llorca, Elx i Eio.
La inestabilitat de l'emirat de Còrdova i els nombrosos conflictes socials entre àrabs i visigots van provocar la destrucció de la ciutat d'Eio, però també la fundació per part de l'emir Abd-ar-Rahman II de la ciutat de Madina Múrsiya, l'actual Múrcia, l'abril de 825, sent l'última de les grans ciutats de la Regió de Múrcia en fundar-se.

### Califat de Còrdova
Durant l'època pacífica del califat de Còrdova la recent ciutat fundada creix, prospera i aconsegueix importància dins el califat. Aquesta època florent es veu frenada amb el període de les taifes, que és escenari d'accions bèl·liques, i el seu domini va canviant de mans entre els emirs. Des de 1088 una host encapçalada per Álvar Fáñez, lloctinent del Cid, s'apropia de la fortalesa d'Aledo i saqueja la zona.

### La segona taifa d'Ibn Mardanix

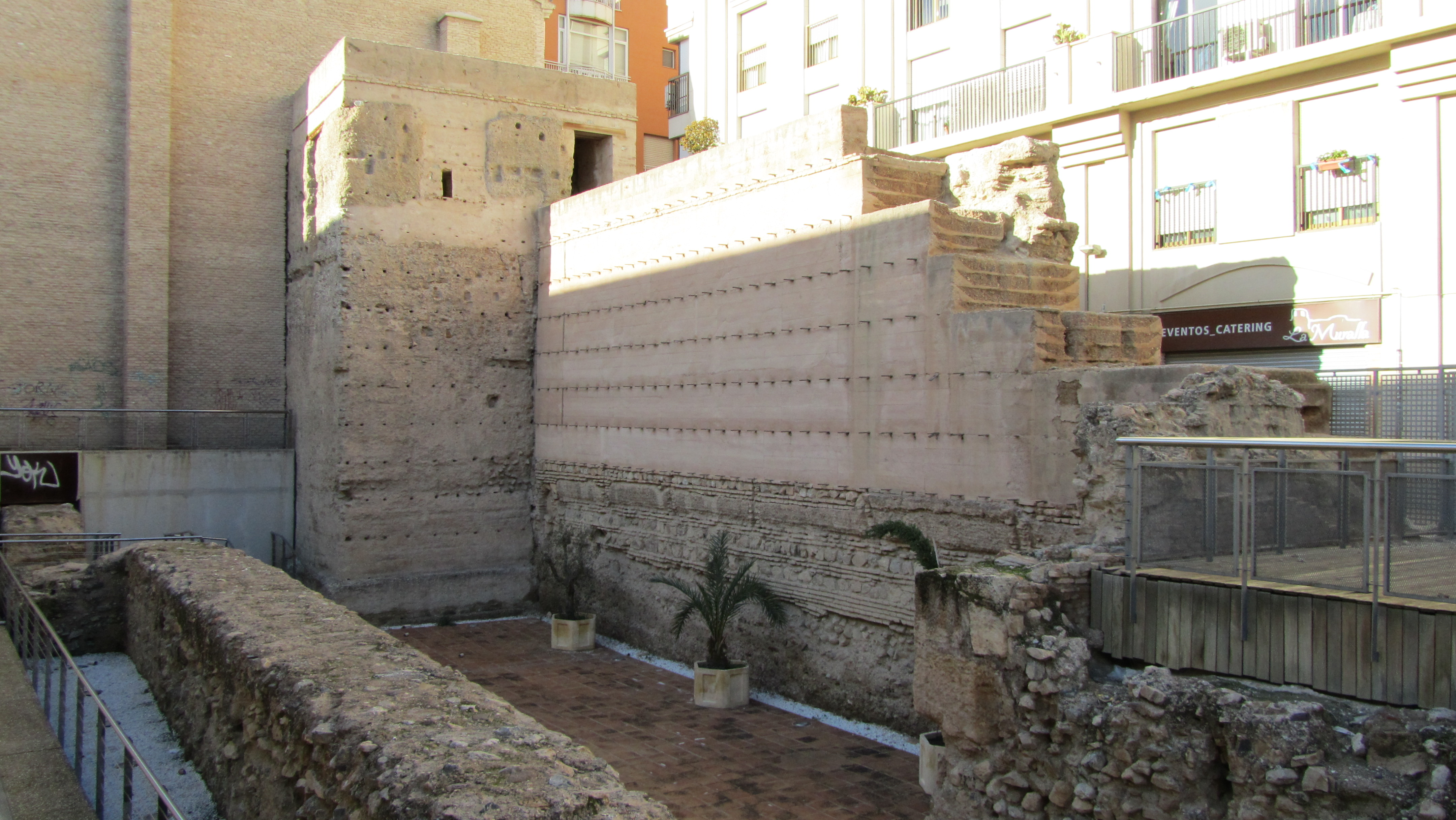
Restes de la gran muralla àrab de Múrcia, fruit de la puixança econòmica de la ciutat al.

Després que els almoràvits assolissin la unificació de l'Àndalus, sorgeixen els segons regnes de taifes. En aquesta època, Múrcia arriba a una gran hegemonia gràcies a Muhàmmad ibn Mardanix, conegut com el rei Llop, que manté relacions amigables amb el Regne de Castella i organitza la resistència contra els almohades entre 1147 i 1172. Durant l'emirat del rei Llop, Múrcia assoleix una esplendor immensa, tant que la seva moneda es converteix en referent en tot Europa. La prosperitat de la ciutat es va basar en l'agricultura i, aprofitant el curs del riu Segura, es van crear una complexa xarxa hidrològica amb séquies, canonades, assuts, sínies, aqüeductes, sent la predecessora de l'actual sistema de regadius de l'horta del Segura. L'artesania també era molt important i de gran prestigi, tant que la ceràmica murciana s'exportava a les repúbliques italianes. A tot això cal afegir els nombrosos llocs d'oci i cultura que es van crear en aquesta esplendorosa etapa de l'emirat murcià, que va ser capital de l'Àndalus durant un temps.

### La tercera taifa

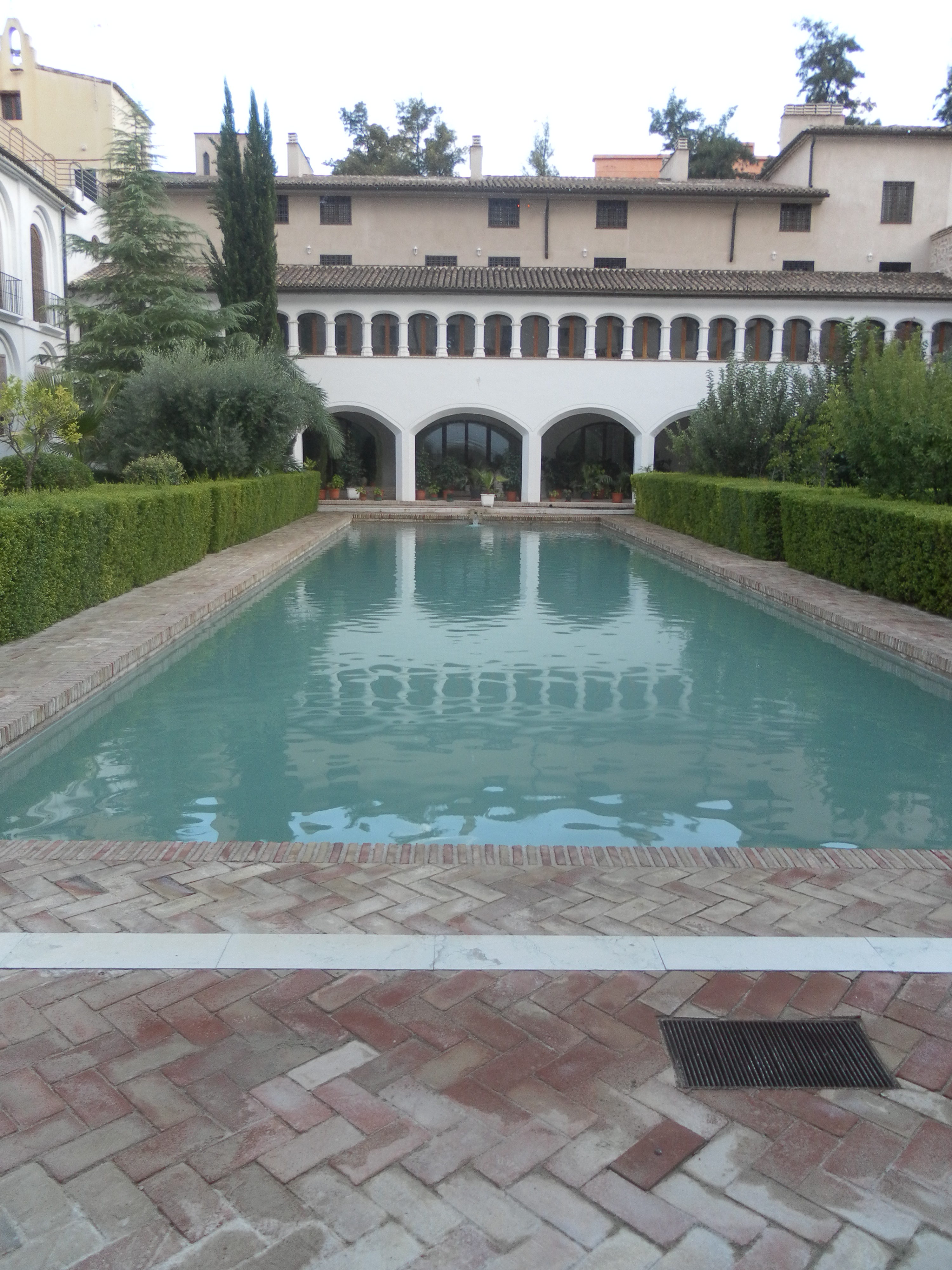
Jardins de l'Alcàsser Seguir de Múrcia, residència de Ibn Hud. Avui, part del Museu de Santa Clara.

Els almohades no van poder fer front a les forces cristianes. La història es va repetir i alguns governants locals, van preferir independitzar-se i sobreviure a la seva sort abans de continuar depenent d'un fals poder central que s'esvaïa sense remei. Així van aparèixer les terceres taifes, que defensaven l'espai dels seus avantpassats establerts a la Península fent front als projectes expansionistes dels cristians mitjançant el vassallatge, abans de patir el desarrelament de l'expulsió, l'abandonament de les seves terres o el sotmetiment absolut. Aquestes taifes van marcar el final de la presència musulmana a la Península, només dilatada amb els mudèjars i després moriscos, persistint els trets culturals dels darrers andalusins.
L'ordre polític i territorial es va establir al voltant de quatre governants: Muhàmmad ibn Yússuf al-Judhamí, més conegut com a Ibn Hud, de 1228 a 1238 a Múrcia; Zayyan ibn Mardanix a Onda, des de 1228, i València des de 1229 a 1238; Muhàmmad ibn al-Àhmar, des de 1232 a Arjona (Jaén), fundador de l'Emirat de Gharnata i Xuayb ibn Muhàmmad ibn Mahfuz, des de 1234 a 1262 en un emirat que s'estenia de Niebla a l'Algarve.

Ibn Hud va convertir de nou Múrcia en capital de l'Àndalus. Aquí va començar el període que la cultura murciana va arribar la seva màxima grandesa, contrastant amb la seva inestabilitat política, que es va veure accentuada amb la mort d'Ibn Hud el 1238. La seva moneda de llavors, el dinar, es va convertir durant anys en el patró monetari de diversos estats europeus i es va arribar a la màxima grandesa literària i tecnològica gràcies a personatges com Ibn al-Arabí.
A la mort d'Ibn Hud el 1239 i el va succeir el seu fill Abu-Bakr ibn Hud, que fou derrocat per Aziz ibn Khattab, un destacat membre de la cort, que va durar un any. Abu-Bakr va donar suport a Zayyan ibn Mardanix, que va fer un breu intent de prendre el control del regne de Múrcia, que, un cop perduda Balànsiya, controlava Alzira i Dàniyya amb el suport de l'emirat hàfsida de Tunis i mantenia treves amb el conqueridor. El seu govern va durar dos mesos, i el va deposar Ibn Hud ad-Dawla.

## Conquesta castellana

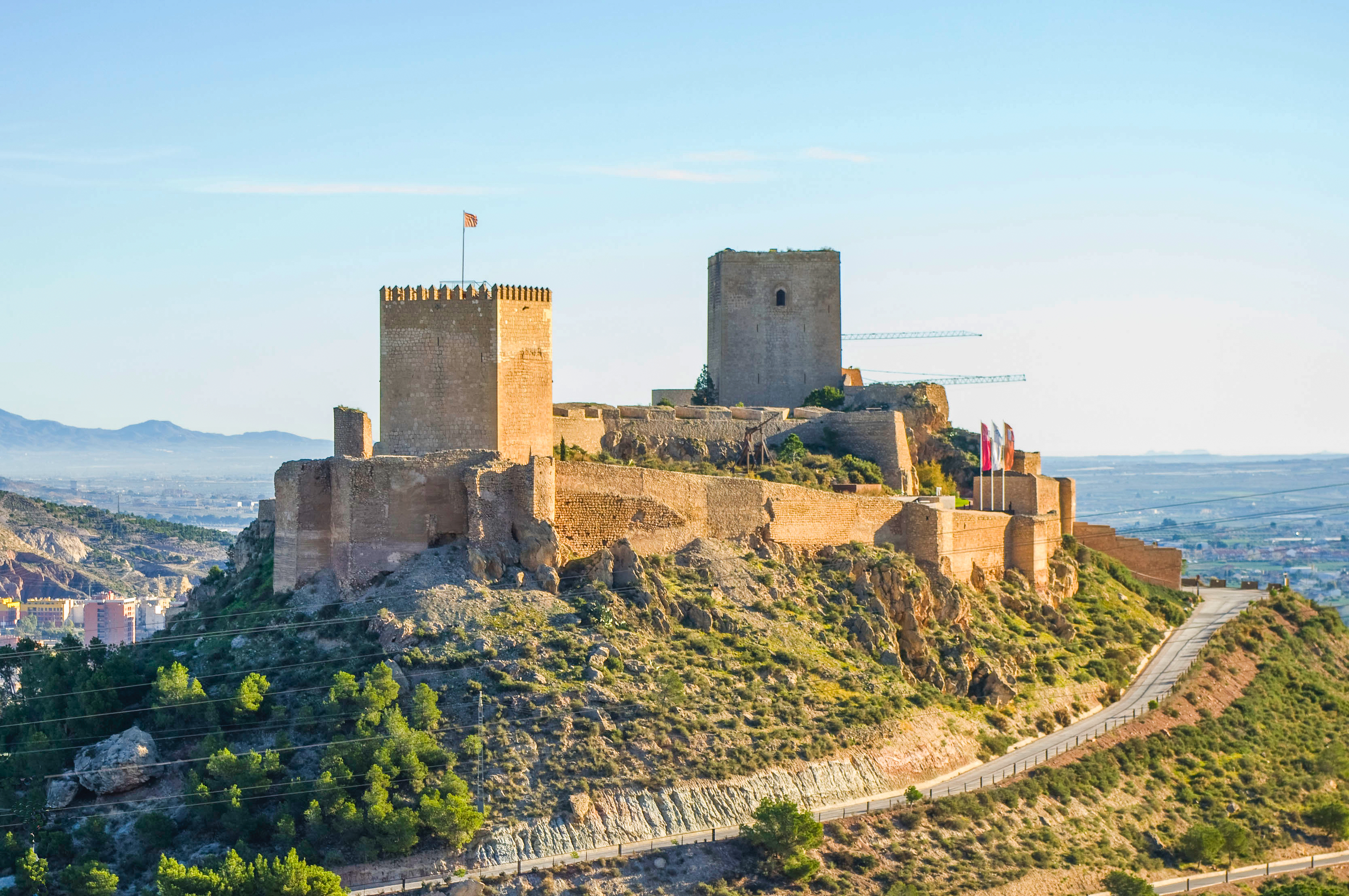
Castell de Llorca, bastió clau en les conteses entre cristians i musulmans durant la Reconquesta.

Ibn Hud al-Dawla va signar el 1243 les capitulacions d'Alcaraz acollint-se amb aquestes l'emirat de Múrsiyya a un protectorat dels regnes de Castella i de Lleó. Així, Múrcia va guanyar una forta aliança per a repel·lir els atacs aragonesos de Jaume I, i els granadins d'Ibn al-Àhmar. Castella, en contrapartida, aconseguia una sortida al Mar Mediterrani i, segons historiadors com Torres Fontes, la meitat de les rendes del regne. En aquella època, el rei Alfons X el Savi tractava de poblar el regne amb la major quantitat de cristians. Llorca, Cartagena i Mula foren conquerides en 1244-1245.
Sota el regnat de Ferran III de Castella, i posteriorment amb el del seu fill Alfons el Savi, entre els anys 1243 i 1264, va començar una etapa pròspera amb una coexistència multicultural pacífica entre cristians, musulmans i jueus.

## Conquesta catalanoaragonesa

### Conquesta de Jaume I (1265-1266)
Cap al 1257 el descontentament de la població musulmana del regne anava creixent fins als extrems de fer arribar al Papa de Roma el seu malestar per la situació i pel que consideraven una falta de compliment envers el Tractat d'Almizra. Les vanes esperances del Papa farien encara pitjor la situació. En 1264, aquesta suposada i tensa estabilitat es va veure truncada quan els mudèjars murcians van iniciar una revolta contra la Corona de Castella, deguda a la intolerància cristiana enfront dels seus costums i tradicions. La revolta va ser sufocada el 1266, amb ajuda aragonesa. Jaume I amb tropes aragoneses comandades per l'infant Pere (el futur Pere III el Gran) i el propi monarca van conquerir la ciutat el 2 febrer de 1266, en nom del rei de Castella.

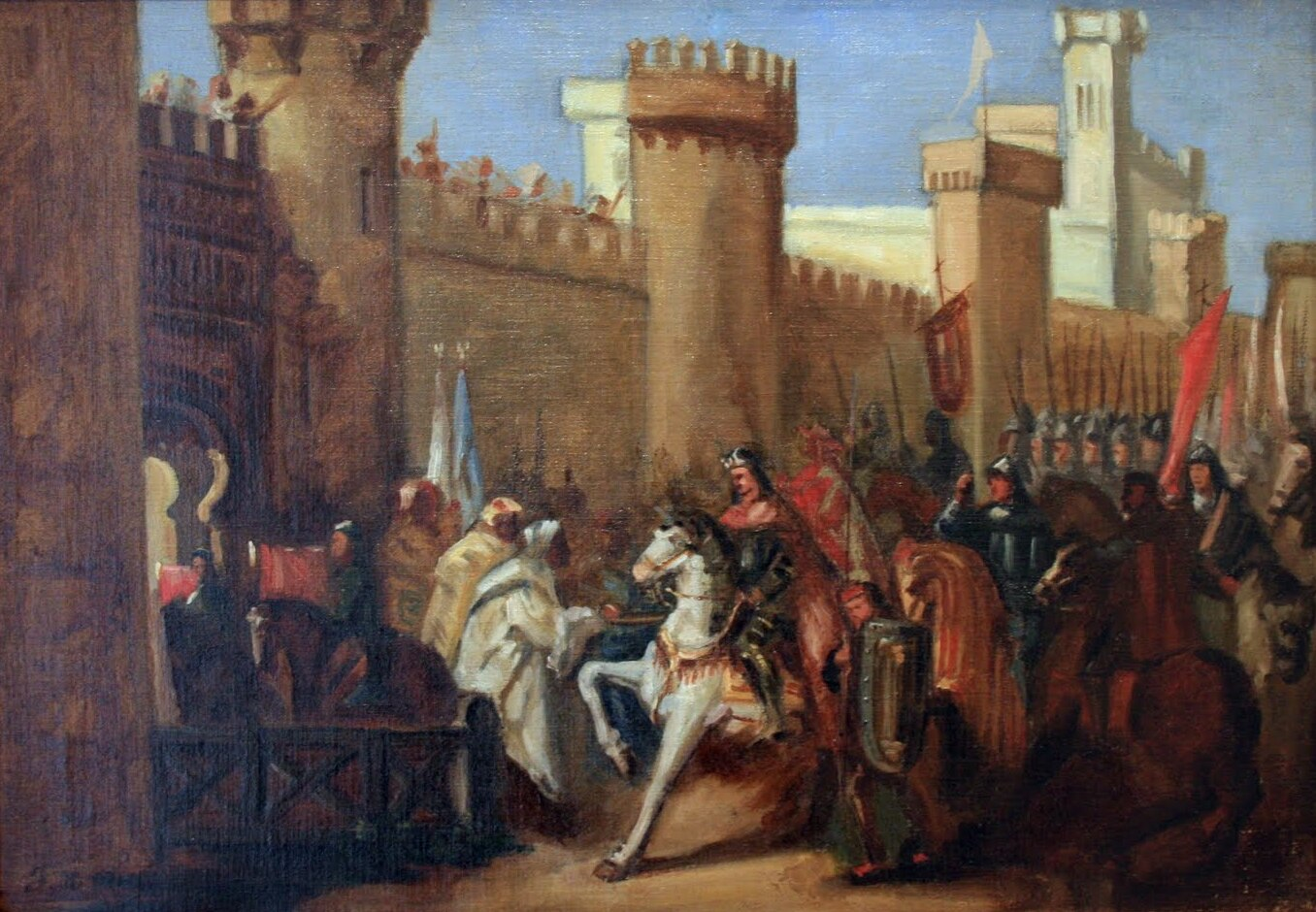
L'entrada de Jaume I a Múrcia l'any 1266, després de la capitulació musulmana.

Després de la revolta i fins al 1272, el regne de Múrcia es va veure sotmès a una repartició i colonització per part de gents vingudes principalment del regne d'Aragó. Malgrat que Jaume I en retornà la sobirania a Castella, respectant el Tractat d'Almizra, es repoblà la zona principalment amb catalans. Tant Ramon Muntaner com Alfons X el Savi recullen aquests fets a les seves respectives Cròniques:
| «                                                | E com lo dit senyor rey hach la ciutat de Murcia poblada e los altres llochs, ell lliura tota la sua part al rey de Castella son gendre[…] Empero ab aquesta conuinença lliura lo dit senyor rey en Iacme Darago la sua part del regne de Murcia a son gendre lo rey don Alfonso de Castella. | » |
| — Ramon Muntaner, Crònica (1325-1328), cap. XVII | |   |

| «                                                                            | (castellà) E porque non podía haver gentes de la su tierra que los poblasen, vinieron y e poblaron muchos catalanes de los que eran venidos a poblar en el reino de Valencia. | » |
| — Alfons X de Castella, Crónica general e grand estoria (ca. 1270), cap. XVI | |   |

Durant aquesta etapa es van formar concejos de realengo i senyorius laics, esbossant-se així els termes municipals actuals de la Regió. Els consells que varen crear van ser d'una extensió considerable a fi de poder controlar les masses musulmanes que romanien en el regne. La intenció dels aragonesos va ser la de separar la Ciutat de Múrcia en dues parts: una cristiana i altra musulmana. Aquesta partició va deixar de tenir efecte en la mesura que es produïa la devolució de la sobirania a la corona castellana. L'estabilitat es va veure afavorida per l'establiment d'ordes militars tals com la de Sant Jaume, evitant així les rebel·lions internes, els pirates de la costa i la conflictivitat de la frontera amb l'Emirat de Gharnata.

### Conquesta de Jaume II (1296-1304)

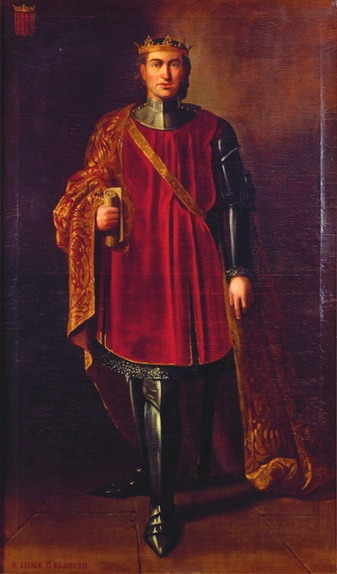
Jaume el Just, va iniciar la conquesta del Regne de Múrcia al 1296.

Jaume II d'Aragó va iniciar la conquesta del Regne de Múrcia el 1296, ofert per Ferran de la Cerda al comte-rei en canvi del seu suport contra l'infant hereu al tron de Castella, Ferran IV de Castella.
La ciutat d'Alacant va ser conquerida a l'abril, després d'una dura resistència per part de l'alcalde de la ciutat. Jaume II va prendre posteriorment Guardamar amb el suport de la flota, va negociar amb Joan Manuel, senyor d'Elx, prosseguint cap Oriola i Múrcia, que van capitular, igual que la resta de l'horta murciana.
La conquesta es va veure facilitada per una certa proporció de població que s'havia assentat d'origen catalanoaragonès, encara que va tenir l'oposició de les guarnicions castellanes dels castells i del bisbe de Cartagena. Una segona campanya cap a Múrcia va tenir lloc el 1298, ocupant Alhama de Murcia, i capitulant Llorca el 21 de desembre de 1300. Tant Castella com Aragó necessitaven la pau i es va signar el Tractat de Torrellas de 1304 i l'any següent modificant-se pel Tractat d'Elx, que modificava definitivament les fronteres entre Castella i Aragó fixades en el Tractat d'Almizra de 1244, incorporant a la Corona d'Aragó, en concret al Regne de València, les comarques de la Vall del Vinalopó, el Camp d'Alacant i el Baix Segura.
En aquesta època van arribar milers de catalans a repoblar el Regne de Múrcia davant el seu buit poblacional. El català, doncs, s'hi va mantenir encara ben bé dos-cents anys. La prova documental més coneguda que testimonia la presència d'una comunitat lingüística catalana a terres murcianes l'aporta un cop més el cronista Ramon Muntaner, que vint anys després del Tractat d'Elx i més de seixanta després de l'entrada de Jaume I a la zona, va escriure:
| «                                                | E com la dita ciutat [Múrcia] hach presa e poblada tota de Cathalans, e axi mateix Oriola e Elx e Guardamar e Alacant e Carthagenia e los altres llochs; si que siats certs, que tots aquells qui en la dita ciutat de Murcia o els dauant dits llochs son poblats son vers Cathalans e parlen del bell cathalanesch del mon. | » |
| — Ramon Muntaner, Crònica (1325-1328), cap. XVII | |   |

També Ferran IV de Castella recull a la seva crònica, pocs anys després de Muntaner, la catalanitat dels habitants d'aquelles terres:
| «                                           | (castellà) [Jaime II va entrar al Regne de Murcia] y por consejo de los de la tierra, que eran catalanes, diérosenle todas las villas y castillos. | » |
| — Ferran IV de Castella, Crónica (ca. 1340) | |   |

## Evolució posterior

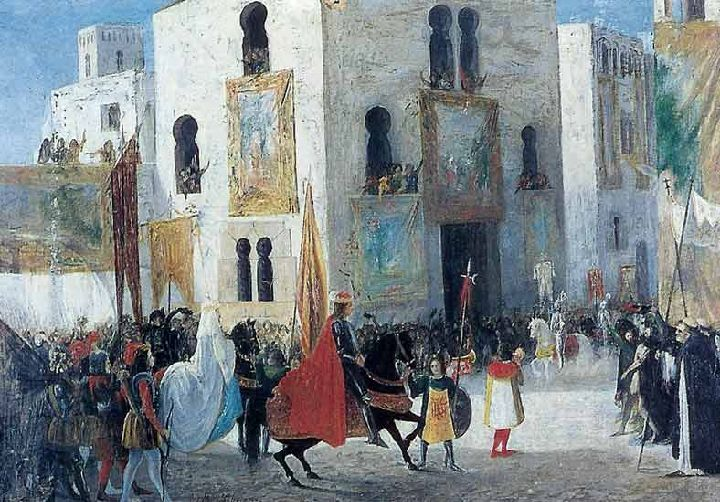
Els Reis Catòlics entrant a Múrcia

Davant la debilitat de la monarquia, en l'època final de l'edat mitjana, el Regne sofreix múltiples incidents que enfronten a les diferents famílies nobiliàries i al patriarcat urbà. Van ser els Reis Catòlics que van assolir posar fi a aquesta inestabilitat i assentar un ordre social estable.
El Regne de Múrcia va tenir un paper clau en la conquesta de l'Emirat de Gharnata i, una vegada conquistat, molts murcians van repoblar terres antigament àrabs.
Al començament del segle xvi, la ciutat de Múrcia era la més poblada del regne amb aproximadament deu mil habitants, seguida de Llorca, amb gairebé cinc mil.
Una vegada reconquerida la Península i després de la unificació de les corones de Castella i Aragó, el regne de Múrcia va entrar en un període de prosperitat que es va traduir en un augment notable de la seva població. Els factors determinants que van propiciar aquest desenvolupament van ser l'auge de la indústria de la seda, les mineries de Cartagena i Mazarrón i la millora de les explotacions agrícoles.
Malgrat tot, va haver algunes revoltes morisques que van acabar amb la seva expulsió dels moriscos el 1609, exceptuant les de la Vall de Ricote que van prosseguir fins a 1613. Un altre dels problemes va ser la pirateria berber, que va forçar a Felip II de Castella a construir diverses torres de vigilància en la costa que encara es conserven. Aquest fet, juntament amb altres factors, va produir el canvi de la seu episcopal (que no diocesana) de la ciutat de Cartagena a la de Múrcia.